# FC Maasland Noord Oost
FC Maasland Noord Oost is een Belgische voetbalclub uit Kinrooi. De club is aangesloten bij de KBVB met stamnummer 4517 en heeft rood en wit als kleuren. De club speelt al heel zijn bestaan in de provinciale reeksen. In de 20ste eeuw speelde de club onder de naam KFC Kinrooi.

## Geschiedenis
Reeds vanaf de jaren 20 werd er gevoetbald in Kinrooi. Er ontstonden een paar clubs die vriendschappelijke wedstrijden speelden, maar uiteindelijk ontstond er geen gestructureerde club in Kinrooi.
Pas aan het eind van de Tweede Wereldoorlog, in 1945, werd de Kinrooier Football Club opgericht. In juni 1946 sloot men aan bij de Belgische Voetbalbond. De clubkleuren waren aanvankelijk blauw-wit, wat in 1956 naar rood-wit werd veranderd.
In 2014 ging KFC Kinrooi een fusie aan met gemeentegenoot Excelsior Ophoven Geistingen, bij de KBVB aangesloten met stamnummer 3219, en Blauwvoet VV Kessenich, bij de KBVB aangesloten met stamnummer 6730. Kinrooi speelde op dat moment in Derde Provinciale, Ophoven en Kessenich in Vierde Provinciale. De fusieclub werd FC Maasland Noord Oost genoemd en speelde verder met stamnummer 4517 van Kinrooi.